# Exergi
Inom termodynamiken är exergi det maximalt tillgängliga mekaniska arbetet under en termodynamisk process, som leder till att systemet kommer i termodynamisk jämvikt med en värmereservoar. När systemets omgivning är reservoaren, är exergin noll när systemet och omgivningen uppnått jämvikt. 
Exergi behandlades i arbeten av Sadi Carnot från 1824 och Willard Gibbs från 1873. Termen exergi skapades av Zoran Rant 1953 från de grekiska orden ex (yttre) och ergon (arbete).
Energi ändras alltid från en form till en annan i enlighet med termodynamikens första huvudsats. Exergi förbrukas alltid när processen är irreversibel, till exempel genom förlust av värme till omgivningen, i enlighet med termodynamikens andra huvudsats. Denna förbrukning är proportionell mot entropiökningen hos systemet och dess omgivning.
Exergi är av principiell betydelse för förståelsen av verkligheten. I ett universum utan exergi skulle inga kontraster, inga skillnader, mönster eller strukturer förekomma. "Tid" förlorar sin mening eftersom ingenting kan förändras. Med strukturer kommer exergi och med strukturer i samverkan följer exergiöverföring och förändring. Om exergin bevaras skulle tiden sakna riktning och mening. Förändringar måste ske med exergiförluster, det vill säga vara icke omvändbara, för att ge tiden riktning och mening. 
Figur 1. Ett system A i sin omgivning A0.
Den exergi EW som motsvarar en värmemängd Q, tillgänglig vid temperaturen T i en omgivning med temperaturen T0 är
{\displaystyle E_{W}={\frac {T-T_{0}}{T}}Q=q\cdot Q}
där systemen är utritade i figur 1 och temperaturen mäts i kelvin (K). Q är värmen som utbyts mellan systemet (joule).
Den dimensionslösa kvalitetsfaktorn q definieras som
{\displaystyle q={\frac {T-T_{0}}{T}}}
och finns tabulerad för några energiformer i tabell 1.

Tabell 1. Kvalitetsfaktorn för olika energiformer i en standardomgivning av rumstemperatur.
| Energikälla                                    | Kvalitetsfaktor |
| Mekanisk energi                                | < 1,00          |
| Elektrisk energi                               | 1,00            |
| Kärnbränsle                                    | 0,95            |
| Solstrålning                                   | 0,93            |
| Kemiska bränslen                               | Omkring 1       |
| Termisk energi och värmestrålning vid 300 °C * | 0,49            |
| Termisk energi och värmestrålning vid 100 °C * | 0,21            |
| Termisk energi och värmestrålning vid 40 °C *  | 0,06            |
| Termisk energi och värmestrålning vid 20 °C *  | 0,00            |

* Med en omgivningstemperatur på 20 °C (293 K).
Energikvalitet med faktor 0,2 ungefär kommer ut från baksidan av en frysbox eller ur en värmepump (en frysbox är ju en värmepump) och en värmepump lämpar sig oerhört väl till uppvärmning av hus. Om man värmde upp hus med den energikvaliteten skulle energianvändningen och därmed också exergiförbrukningen minskas. Ett behov av ökad elproduktion vid extremt höga effektuttag kan ibland behöva regleras med fossilkraft i det svenska energisystemet. Det går åt mer än 2,5 kWh kol (primärenergi) för att producera 1 kWh el. För att kunna jämföra till exempel fjärrvärme med värmepumpar måste man således ta hänsyn till primärexergiförbrukningen.

## Beräkning av exergi[1]

### Slutna system
Exergin, A, i ett slutet system kan beräknas enligt:
{\displaystyle A=(E-U_{0})+p_{0}(V-V_{0})-T_{0}(S-S_{0})}
där E, V och S är systemets totala energi, volym och entropi. U0, p0, V0 och S0 är de värden som systemets inre energi, tryck, volym och entropi skulle ha i det "döda tillståndet" i vilket systemet har samma temperatur T0 och tryck p0 som omgivningen.
Skillnad i exergi, ΔA, efter att en termodynamisk process har skett kan beräknas genom att man applicerar skillnaden på varje term i ovanstående uttryck enligt:
{\displaystyle {\bigtriangleup }A={\bigtriangleup }E+p_{0}{\bigtriangleup }V-T_{0}{\bigtriangleup }S}
Detta uttryck tillsammans med energibudgeten och entropibudgeten leder till exergibudgeten enligt:
{\displaystyle {\bigtriangleup }A=\int \limits _{T_{1}}^{T_{2}}{\Bigl (}1-{\frac {T_{0}}{T}}{\Bigr )}{\delta }Q-W+p_{0}{\bigtriangleup }V-T_{0}\sigma }
där T1 och T2 är temperaturerna före respektive efter processen, W är arbetet utfört under processen, ΔV är skillnad i volym och T0σ är destruktionen av exergi i icke-reversibla processer. 
Vanligtvis sätts här {\displaystyle {\delta }Q=mc{\bigtriangleup }T} där c är värmekapaciteten för mediet som förändras och m är massan av mediet. För gaser skiljer sig konstanten c här beroende på om processen sker vid konstant tryck, cp, eller vid konstant volym, cv. För inkompressibla medier så som de flesta vätskor är dessa konstanter samma. Integrering av första termen med denna substitution ger:
{\displaystyle {\bigtriangleup }A=mc{\Bigl (}T_{2}-T_{1}+T_{0}\ln {\Bigl (}{\frac {T_{1}}{T_{2}}}{\Bigr )}{\Bigr )}-W+p_{0}{\bigtriangleup }V-T_{0}\sigma }
Termen σ räknas ut på olika sätt beroende på vad som är känt om mediet före och efter processen och sätts till 0 om processen antas ske helt reversibelt. Entropibudgeten ger sambandet {\displaystyle \sigma ={\bigtriangleup }S-{\frac {Q}{T_{rand}}}} där Q är den värme som tillförs (positivt Q) eller avges (negativt Q) under processen och Trand är den temperatur värmeöverföringen sker vid. För ideala gaser och ideal-liknande gaser (t.ex. luft) kan skillnaden i entropi, ΔS, beräknas beroende på vilken kombination av temperaturändring, volymändring och tryckändring som är känd enligt:
{\displaystyle {\bigtriangleup }S=mc_{v}\ln \left({\frac {T_{2}}{T_{1}}}\right)+mR\ln \left({\frac {V_{2}}{V_{1}}}\right)}
{\displaystyle {\bigtriangleup }S=mc_{p}\ln \left({\frac {T_{2}}{T_{1}}}\right)-mR\ln \left({\frac {p_{2}}{p_{1}}}\right)}
{\displaystyle {\bigtriangleup }S=mc_{v}\ln \left({\frac {p_{2}}{p_{1}}}\right)+mc_{p}\ln \left({\frac {V_{2}}{V_{1}}}\right)}
där R betecknar den specifika gaskonstanten för den gas som undgår processen. För luft är R = 287 J/(kg*K), cv = 717,5 J/(kg*K) och cp = 1005 J/(kg*K).